# Pelmatosilpha princisi
Pelmatosilpha princisi är en kackerlacksart som beskrevs av Fernando 1958. Pelmatosilpha princisi ingår i släktet Pelmatosilpha och familjen storkackerlackor.
Artens utbredningsområde är Sri Lanka. Inga underarter finns listade i Catalogue of Life.